# Petrowski rajon (Saratow)
Der Petrowski rajon (russisch Петровский район) ist ein Rajon in der russischen Oblast Saratow. Das Verwaltungszentrum ist die kreisfreie Stadt Petrowsk.

## Geographie und Natur

### Geographische Lage
Der Petrowski rajon liegt im nördlichen Teil der Oblast Saratow, etwa 100 Kilometer nordwestlich der Stadt Saratow und grenzt an die nördlich gelegene Oblast Pensa. Der Rajon befindet sich in den bewaldeten Höhenzügen der Wolgaplatte. Es herrscht ein moderates Kontinentalklima vor.

### Nachbargemeinden
| Oblast Pensa         | Oblast Pensa   | Oblast Pensa           |
| Jekaterinowski rajon |                | Nowoburasski rajon     |
| Jekaterinowski rajon | Atkarski rajon | Tatischtschewski rajon |

### Gewässer
Der Rajon wird zentral von der Medwediza durchquert. Auf Höhe der Stadt Petrowsk weicht der Fluss von seiner bisherigen Ost-West-Richtung ab und fließt von hier an in südlicher Richtung weiter.

## Gliederung
Der Rajon gliedert sich neben der Stadtgemeinde Petrowsk in fünf Landgemeinden mit zusammen 65 Dörfern. Die größten Siedlungen (Stand: 2006) innerhalb des Rajon sind:
- Petrowsk 32.881 Einwohner (Verwaltungszentrum, kreisfreie Stadt)
- Koschewino (Кожевино) 660 Einwohner
- Oserki (Озерки) 1730 Einwohner
- Orkino (Оркино) 840 Einwohner
- Prigorodny (Пригородный) 1040 Einwohner
- Sosnowoborskoje (Сосновоборское) 865 Einwohner

## Wirtschaft und Infrastruktur

### Wirtschaft
Die Hauptindustriezweige in der Rajon befinden sich im Bereich der Landwirtschaft. Es werden vor allem Kartoffeln, Sonnenblumen und Getreide angebaut sowie Schweine- und Rinderzucht betrieben. Die größten Betriebe sind:
- ЗАО PSA AMO SIL (ЗАО ПЗА АМО ЗИЛ) – Maschinenbau
- FLYP „PEMS Molot“ (ФГУП "ПЭМЗ Молот) – Rüstungsindustriebetrieb für Defensiv-Waffen
- ООО „Petrowsk Möbel Kombinat“ (GmbH) – Möbelhersteller
- ЗАО „Petrowsk Brot“ (ЗАО "Петровскхлеб) – Großbäckerei

## Sonstiges
- Die Bevölkerung des Rajon gliedert sich in: 68 % Russen, 15,5 % Mordwinen und 8,2 % Tataren.